# Jasna Zlokić
Jasna Zlokić, född 15 mars 1955 i Vela Luka, är en kroatisk popsångerska.
Jasna Zlokić är mellanbarnet i en syskonskara på tre. Hennes föräldrar arbetade på en fiskfabrik, men modern var även musikalisk. Som tonåring deltog Zlokić i flera amatörtävlingar i sång. Hon fick sitt musikaliska genombrott 1982 då hon deltog i Splitfestivalen för första gången med låten Nina, nana. För detta tilldelades hon utmärkelsen ”årets bästa debutant”. Det banade vägen för en lång och framgångsrik sångkarriär för henne. 1984 vann hon musiktävlingen Zagrebfest med låten Povedi me och tilldelades utmärkelsen ”årets bästa artist”. Debutalbumet Pusti Me Da Prođem släpptes samma år. Under 1980-talet var hon en ständigt återkommande artist på Splitfestivalen och fick flera höga placeringar; 3:e plats med Pjesmo moja (1985), 5:e plats med Adio Bella (1987) och 2:a plats med Lutajuće srce (1988). 1988 utsågs hon återigen till ”årets artist” och 1989 vann hon återigen Zagrebfest med låten Kad odu svi. Zlokić deltog även i den jugoslaviska uttagningen till Eurovision Song Contest 1989 med bidraget Sve duge godine och kom på 5:e plats.

## Diskografi
- Pusti Me Da Prođem (1984)
- Vjeruj Mi (1985)
- Ja Sam Ti Jedini Drug (1987)
- Lutajuće Srce (1988)
- Vrijeme Je Uz Nas... (1989)
- Tiho Sviraj Pjesmu Ljubavnu (1990)
- Kad Odu Svi (1990)
- Nisam Ti Se Tugo Nadala (1993)
- Sunce Mog Neba (1996)
- Žena Od Mota (1999)
- Putevima Vjetra (2002)
- Ljubavni Parfemi (2006)
- Bez Predaha (2009)